# ルイ・シャルル・ドルレアン (ヌムール公)
ルイ・シャルル・フィリップ・ラファエル・ドルレアン（仏: Louis Charles Philippe Raphaël d'Orléans, duc de Nemours, 1814年10月25日 - 1896年6月26日）は、フランスの王族。ヌムール公。フランス王ルイ・フィリップと王妃マリー・アメリーの次男。

## 生涯
パリのパレ・ロワイヤルで誕生する。12歳でシャッスール師団の大佐、1830年にサンテスプリ修道会のシュヴァリエとなった。1825年頃にルイ・シャルルの名はギリシャ国王の候補者として挙げられ、1831年2月にはベルギー国王の候補者となった（ルイ・シャルルはベルギー独立革命の際にフランス軍を率い、ネーデルラント連合王国からの分離独立を目指してベルギーへ入国していた）。1832年のアントウェルペン包囲戦でも活躍した。
1836年秋にはフランス領アルジェリア平定作戦の一環としてコンスタンティーヌへ上陸する。1837年、1841年とアルジェリアへ派遣された。
1842年、長兄オルレアン公フェルディナンが急死すると、ヌムール公は自然と幼い甥、パリ伯フィリップの摂政役に就いたことから、立場の重要性が大いに増した。しかしヌムール公は国民の支持を得られず、不人気であった。1848年の2月革命でイギリスへ亡命した。
1871年にフランスへ帰国し、翌1872年3月に陸軍士官としての地位を回復した。退役後も、1881年まで赤十字社の総裁を務めた。パトリス・ド・マクマオン大統領時代には、時折エリゼ宮へ姿を現したという。1896年にヴェルサイユで死去した。

## 家族
1840年にザクセン＝コーブルク＝ゴータ＝コハーリ家出身のヴィクトワール（ヴィクトリア）と結婚した。なお、1843年にはルイ・シャルルの妹クレマンティーヌとヴィクトリアの兄アウグスト公子が結婚し、初代ブルガリア王フェルディナントらをもうけている。
ルイ・シャルルはヴィクトワールとの間に2男2女をもうけた。
- ガストン（1842年 - 1922年）　ウー伯。ブラジル皇女イザベルと結婚。
- フェルディナン・フィリップ（1844年 - 1910年）　アランソン公。バイエルン公女ゾフィーと結婚。
- マルグリット・アデライード（1846年 - 1893年） ポーランドのヴワディスワフ・チャルトリスキ公爵と結婚
- ブランシュ（1857年 - 1932年）

## 参照
- この記事にはアメリカ合衆国内で著作権が消滅した次の百科事典本文を含む: Chisholm, Hugh, ed. (1911). "Nemours, Louis Charles Philippe Raphaël, Duc de". Encyclopædia Britannica (英語). Vol. 19 (11th ed.). Cambridge University Press. p. 370-371.
- René Bazin, Le Duc de Nemours (1907); Paul Thureau-Dangin, Histoire de la monarchie de France (4 vols., 1884, etc.).